# Hiéroglyphe égyptien F35

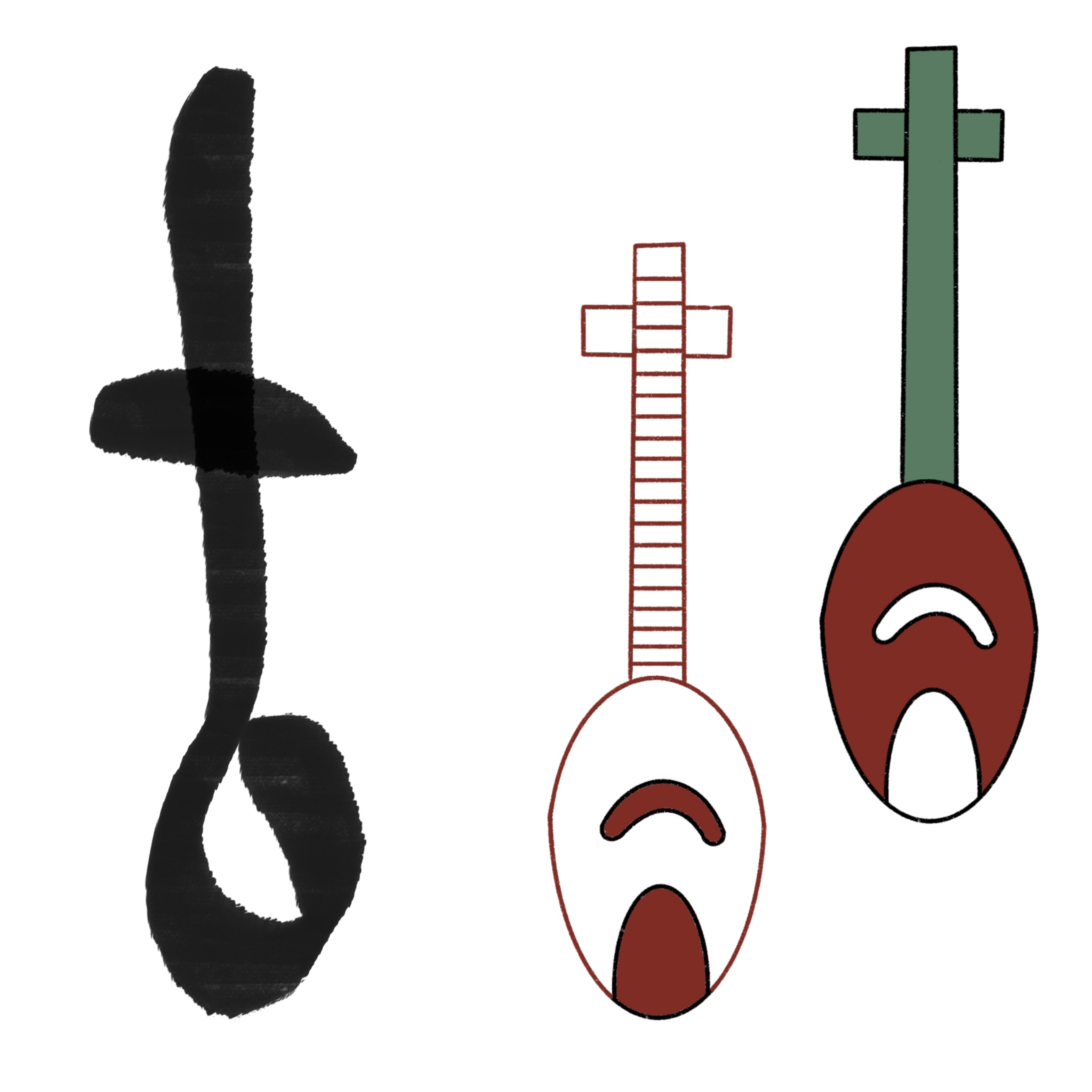
Version hiératique et hiéroglyphique

Le cœur et trachée, en hiéroglyphes égyptiens, est classifié dans la section F « Parties de mammifères » de la liste de Gardiner ; il y est noté F35.

## Représentation
Il représente un cœur humain et la trachée ou peut être l'œsophage et l'estomac, la barre horizontale est parfois doublée et dans des anciennes version revenant à la mode aux époques tardives le blanc et le rouge peuvent être inversées. Il est translittéré nfr (néfer). 

## Utilisation
| F35 | f · r |

| F35 | f · r |

« d'aspect : beau, parfait (achevé, arrivé à son terme), aimable (figure) ; de qualité : bon, excellent, bien, nécessaire ; de caractère ou réputation : bon, excellent, aimable, doux ; de condition : heureux, bien, bon, bien pourvu, légitime ; heureusement, bien » et dérivés.

## Exemples de mots
| D1 · Z1 | F35 |

| D1 · Z1 | F35 |

| F35 | f · r | t · U15 | A40 |

| F35 | f · r | t · U15 | A40 |

| mn · n | F35 | f · r | O24 | O49 |

| mn · n | F35 | f · r | O24 | O49 |